# Giulio Lenti
Giulio Lenti (* 18. Dezember 1824 in Rom, Kirchenstaat; † 23. Oktober 1895 in Frascati) war ein italienischer Geistlicher.
Lenti wurde am 18. September 1847 zum Priester geweiht.
Papst Pius IX. ernannte ihn am 22. Februar 1867 zum Bischof von Nepi und Sutri. Am 10. März 1867 weihte Luigi Amat di San Filippo e Sorso, Kardinalbischof von Palestrina, ihn in S. Laurent in Damaso in Rom zum Bischof. Mitkonsekratoren waren Pietro de Villanova Castellacci, Vicegerent, und Alessandro Franchi, Titularerzbischof von Thessalonica. Am 14. Januar 1876 ernannte der Papst ihn zum Vicegerent und drei Tage später zum Titularerzbischof von Side. Papst Leo XIII. erhob ihn am 6. September 1887 zum Titularpatriarch von Konstantinopel.
Lenti nahm am Ersten Vatikanischen Konzil teil.